# Halammohydra adhaerens
Halammohydra adhaerens är en nässeldjursart som beskrevs av Bertil Swedmark och Teissier 1958. Halammohydra adhaerens ingår i släktet Halammohydra, och familjen Halammohydridae. Arten är reproducerande i Sverige.